# Municipio de Jackson (condado de Greene, Indiana)
El municipio de Jackson (en inglés: Jackson Township) es un municipio ubicado en el condado de Greene en el estado estadounidense de Indiana. En el año 2010 tenía una población de 1947 habitantes y una densidad poblacional de 15,33 personas por km².

## Geografía
El municipio de Jackson se encuentra ubicado en las coordenadas 38°56′52″N 86°45′15″O / 38.94778, -86.75417. Según la Oficina del Censo de los Estados Unidos, el municipio tiene una superficie total de 127.01 km², de la cual 126,89 km² corresponden a tierra firme y (0,1 %) 0,12 km² es agua.

## Demografía
Según el censo de 2010, había 1947 personas residiendo en el municipio de Jackson. La densidad de población era de 15,33 hab./km². De los 1947 habitantes, el municipio de Jackson estaba compuesto por el 98,1 % blancos, el 0,05 % eran afroamericanos, el 0,72 % eran amerindios, el 0,21 % eran asiáticos, el 0,1 % eran de otras razas y el 0,82 % eran de una mezcla de razas. Del total de la población el 1,18 % eran hispanos o latinos de cualquier raza.